# Posłowie do Parlamentu Europejskiego IV kadencji

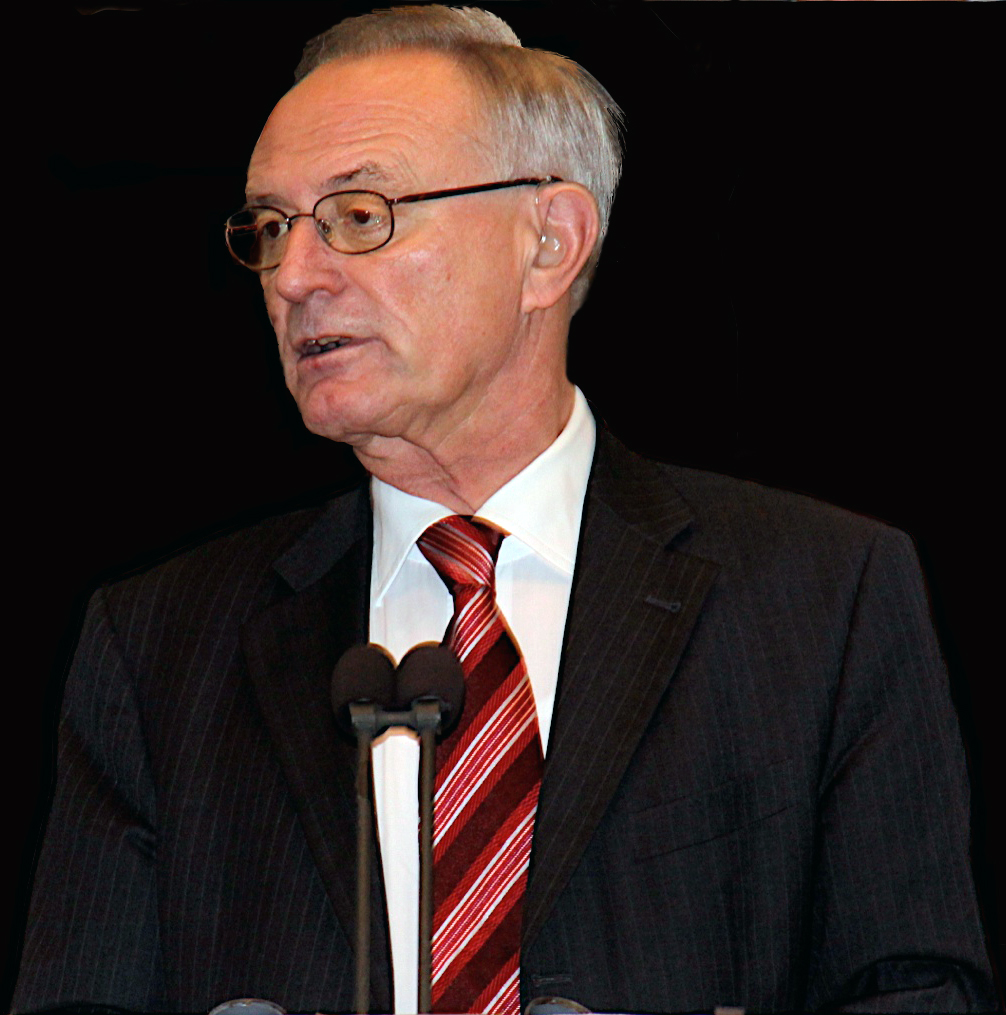
Klaus Hänsch – przewodniczący PE IV kadencji od 1994 do 1997

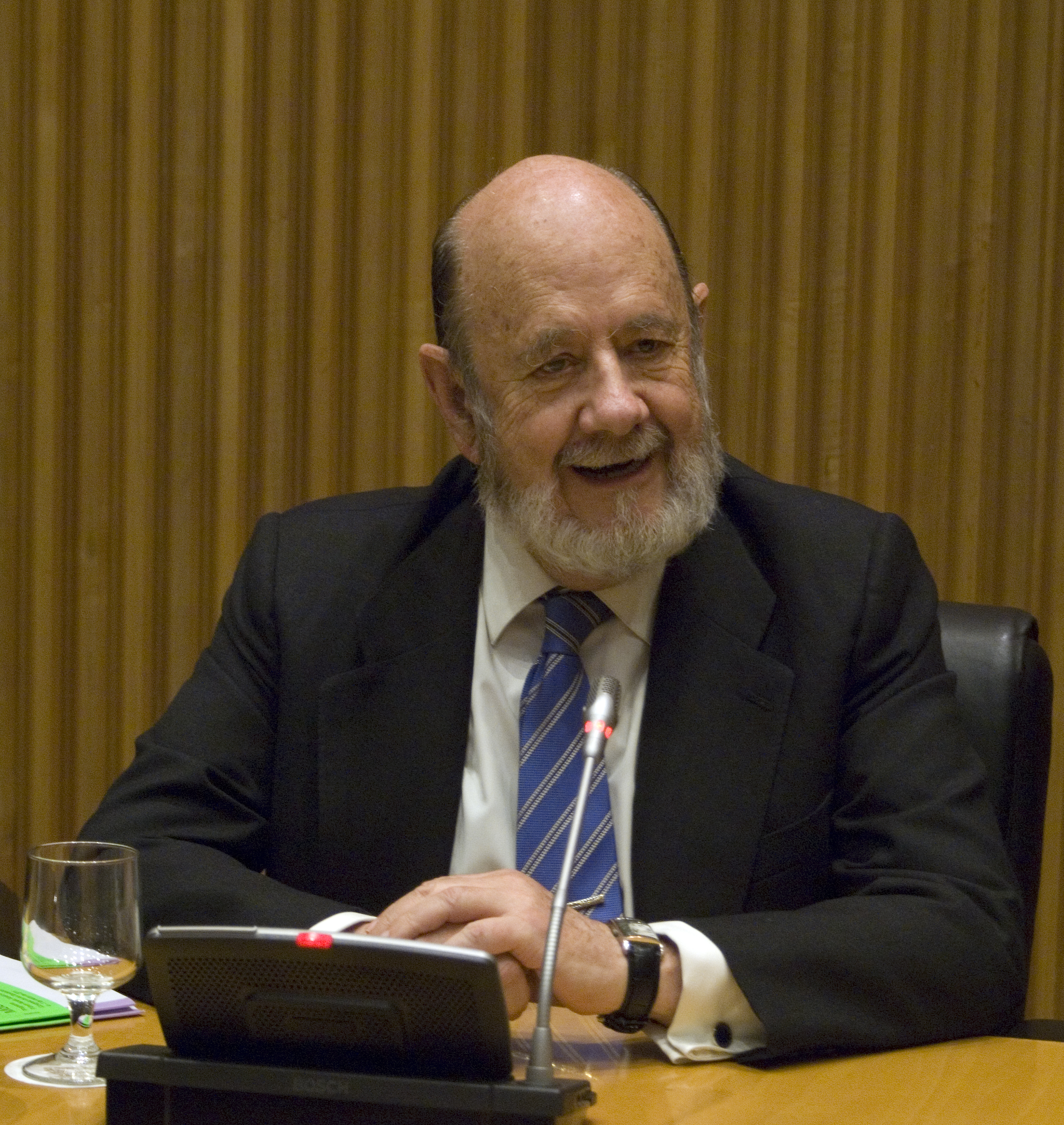
José María Gil-Robles – przewodniczący PE IV kadencji od 1997 do 1999

Posłowie IV kadencji do Parlamentu Europejskiego zostali wybrani w wyborach przeprowadzonych w 12 państwach członkowskich Unii Europejskiej pomiędzy 9 a 12 czerwca 1994. Kadencja rozpoczęła się 19 lipca 1994 i zakończyła się 19 lipca 1999.
Pomiędzy państwa członkowskie podzielono 567 mandatów. 1 stycznia 1995, w związku z kolejnym rozszerzeniem UE, status europosłów uzyskali przedstawiciele krajowych delegacji Austrii (21), Finlandii (16) i Szwecji (22). W trakcie kadencji zostali zastąpieni przez posłów wybranych w wyborach powszechnych w tych krajach – nowo wybrani deputowani z Austrii i Finlandii objęli mandaty 11 listopada 1996, natomiast ze Szwecji już 9 października 1995.  Jeszcze w tym samym roku zostali oni zastąpieni przez deputowanych wybranych w wyborach powszechnych z 20 maja 2007 (w Bułgarii) i z 25 listopada 2007 (w Rumunii), którzy ślubowanie złożyli odpowiednio 6 czerwca 2007 i 10 grudnia 2007. Pod koniec kadencji w Europarlamencie zasiadało 781 deputowanych; cztery mandaty poselskie (dwa przypadające hiszpańskim socjalistom, jeden przypadający brytyjskim laburzystom i jeden przypadający greckim eurosceptykom) pozostały nieobsadzone. W trakcie IV kadencji PE przeprowadzono również trzykrotnie wyboru uzupełniające w Wielkiej Brytanii, w której posłów wybierano (w tej kadencji po raz ostatni) w okręgach jednomandatowych.
Na skutek rozszerzenia UE Parlament Europejski pod koniec kadencji liczył 626 posłów. Jednakże trzy miejsca (jedno przypadającej francuskiej koalicji centroprawicy, jedno przypadające holenderskim Demokratom 66 i jedno przypadające hiszpańskim socjalistom) pozostały nieobsadzone.
Na mocy porozumienia pomiędzy grupami socjalistów i chadeków przewodniczącym PE IV kadencji był przez pierwsze 2,5 roku socjalista Klaus Hänsch (do 13 stycznia 1997) i następnie chadek José María Gil-Robles (od 14 stycznia 1997).
W Parlamencie Europejskim IV kadencji na jej początku powołano dziewięć frakcji politycznych. Były to:
- Grupa Partii Europejskich Socjalistów (PES),
- Europejska Partia Ludowa (Chrześcijańscy Demokraci) (EPP),
- Grupa Europejskiej Liberalno-Demokratycznej Partii Reform (ELDR),
- Konfederacja Zjednoczonej Lewicy Europejskiej (EUL),
- Forza Europa (FE),
- Europejski Sojusz Demokratyczny (EDA),
- Grupa Zielonych w Parlamencie Europejskim (G),
- Europejski Sojusz Radykalny (ERA),
- Europa Narodów (EN).

Ponadto w Parlamencie Europejskim IV kadencji część deputowanych pozostawała niezrzeszona. W trakcie kadencji doszło do przekształceń w ramach grup politycznych. Po rozszerzeniu Unii Europejskiej w styczniu 1995 EUL przekształciła się w Zjednoczoną Lewicę Europejską – Nordycką Zielona Lewicę (EUL/NGL). EDA i FE połączyły się w lipcu 1995 w grupę Unia dla Europy (UFE). EN została rozwiązana w listopadzie 1996, deputowani z nią związani w styczniu 1997 powołali frakcję Niezależni na rzecz Europy Narodów (I-EN).

## Deputowani według grup (na koniec kadencji)

### PES
| Państwo         | Lista | Posłowie | Liczba |
| --------------- | ----- | --- | ------ |
| Austria         | SPÖ   | Herbert Bösch, Ilona Graenitz, Hilde Hawlicek (wszyscy od 1 stycznia 1995), Maria Berger, Harald Ettl, Hannes Swoboda (wszyscy od 11 listopada 1996) | 6      |
| Belgia          | SP    | Philippe De Coene, Anne Van Lancker, Freddy Willockx | 3      |
| Belgia          | PS    | Claude Delcroix (od 1 maja 1998), Claude Desama, José Happart | 3      |
| Dania           | A     | Freddy Blak, Kirsten Jensen, Niels Sindal | 3      |
| Dania           | F     | John Iversen (od 15 stycznia 1996) | 1      |
| Finlandia       | SDP   | Riitta Myller (od 1 stycznia 1995), Jörn Donner, Reino Paasilinna, Pertti Paasio (wszyscy od 11 listopada 1996) | 4      |
| Francja         | PS    | Pervenche Berès, François Bernardini, Marie-Arlette Carlotti (od 20 lipca 1997), Gérard Caudron, Jean-Pierre Cot, Jean-Louis Cottigny (od 6 czerwca 1997), Danielle Darras, Marie-José Denys (od 17 lipca 1997), Olivier Duhamel (od 6 czerwca 1997), Georges Garot (od 6 czerwca 1997), André Laignel, Marie-Noëlle Lienemann (od 6 czerwca 1997), Michèle Lindeperg, Marie-Thérèse Mutin (od 18 września 1997), Michel Rocard | 15     |
| Francja         | PRG   | Antoinette Fouque | 1      |
| Grecja          | PASOK | Paraskiewas Awjerinos, Ana Karamanu (od 6 lutego 1997), Jorgos Katiforis, Konstandinos Kliromonos, Angela Kokola, Irini Lambraki, Stilianos Panagopulos, Nikolaos Papakiriazis, Janis Rumbatis, Dimitris Tsatsos | 10     |
| Hiszpania       | PSOE  | Pedro Aparicio Sánchez, Enrique Barón Crespo, Carlos María Bru (od 4 lutego 1999), Juan Luis Colino Salamanca, Joan Colom i Naval, Bárbara Dührkop Dührkop, Manuela Frutos Gama, Ludivina García, Juan de Dios Izquierdo Collado, María Izquierdo Rojo, Manuel Medina Ortega, José María Mendiluce, Ana Miranda de Lage, Fernando Pérez Royo, José Enrique Pons Grau, Juan de Dios Ramírez Heredia (od 9 kwietnia 1999), Francisco Javier Sanz Fernández, Francisca Sauquillo Pérez del Arco, Anna Terrón i Cusí, Josep Verde | 20     |
| Holandia        | PvdA  | Hedy d’Ancona, Frits Castricum, Piet Dankert, Alman Metten, Maartje van Putten, Wim J. van Velzen, Jan Marinus Wiersma | 7      |
| Irlandia        | Lab.  | Bernie Malone | 1      |
| Luksemburg      | LSAP  | Ben Fayot, Marcel Schlechter | 2      |
| Niemcy          | SPD   | Gerhard Botz, Dietrich Elchlepp (od 6 lutego 1996), Evelyne Gebhardt, Norbert Glante, Willi Görlach, Lissy Gröner, Klaus Hänsch, Jutta Haug, Magdalene Hoff, Karin Jöns, Karin Junker, Heinz Kindermann, Constanze Krehl, Wilfried Kuckelkorn, Helmut Kuhne, Annemarie Kuhn, Bernd Lange, Rolf Linkohr, Günter Lüttge, Erika Mann, Helwin Peter, Willi Piecyk, Christa Randzio-Plath, Bernhard Rapkay, Klaus Rehder, Dagmar Roth-Behrendt, Mechtild Rothe, Willi Rothley, Jannis Sakellariou, Detlev Samland, Axel Schäfer, Gerhard Schmid, Barbara Schmidbauer, Martin Schulz, Ulrich Stockmann, Christof Tannert, Ralf Walter, Barbara Weiler, Rosemarie Wemheuer, Wilmya Zimmermann | 40     |
| Portugalia      | PS    | José Barros Moura, António Campos, Carlos Candal (od 17 października 1995), Quinídio Correia (od 30 października 1995), Elisa Maria Damião (od 3 października 1998), Carlos Lage, Luís Marinho, Fernando Moniz, José Manuel Torres Couto, Helena Torres Marques | 10     |
| Szwecja         | SAP   | Jan Andersson, Maj-Lis Lööw, Maj Britt Theorin (wszyscy od 1 stycznia 1999), Anneli Hulthén, Sören Wibe (oboje od 9 października 1995), Veronica Palm (od 6 października 1998), Yvonne Sandberg-Fries (od 1 stycznia 1995 do 8 października 1995 i od 6 października 1998) | 7      |
| Wielka Brytania | LP    | Gordon Adam, Richard Balfe, Roger Barton, Angela Billingham, David Bowe, Kenneth Collins, Richard Corbett (od 23 grudnia 1996), Peter Crampton, Christine Crawley, Tony Cunningham, Wayne David, Alan Donnelly, Michael Elliott, Robert Evans, Alexander Falconer, Glyn Ford, Pauline Green, David Hallam, Veronica Hardstaff, Lyndon Harrison, Mark Hendrick, Michael Hindley, Richard Howitt, Stephen Hughes, Glenys Kinnock, Alfred Lomas, David Martin, Linda McAvan (od 12 maja 1998), Arlene McCarthy, Michael McGowan, Hugh McMahon, Eryl McNally, Thomas Megahy, Bill Miller, Eluned Morgan, David Morris, Simon Murphy, Clive Needle, Stan Newens, Eddie Newman, Christine Oddy, Anita Pollack, Mel Read, Barry Seal, Brian Simpson, Peter Skinner, Alex Smith, Shaun Spiers, Michael Tappin, David Thomas, Gary Titley, John Tomlinson, Carole Tongue, Peter Truscott, Susan Waddington, Mark Watts, Ian White, Phillip Whitehead, Joe Wilson, Terry Wynn | 60     |
| Wielka Brytania | SDLP  | John Hume | 1      |
| Włochy          | PDS   | Corrado Augias, Francesco Baldarelli, Roberto Barzanti, Rinaldo Bontempi, Pierre Carniti, Gaetano Carrozzo (od 11 listopada 1998), Luigi Alberto Colajanni, Biagio De Giovanni, Giulio Fantuzzi, Fiorella Ghilardotti, Renzo Imbeni, Andrea Manzella, Pasqualina Napoletano (od 11 listopada 1996), Giorgio Ruffolo, Roberto Speciale, Luciano Vecchi | 16     |
| Włochy          | PSI   | Elena Marinucci, Riccardo Nencini | 2      |
| Włochy          | RC    | Luciano Pettinari | 1      |
| Razem           | Razem | Razem | 213    |

### EPP
| Państwo         | Lista   | Posłowie | Liczba |
| --------------- | ------- | --- | ------ |
| Austria         | ÖVP     | Reinhard Rack, Agnes Schierhuber (oboje od 1 stycznia 1995), Paul Rübig (od 25 stycznia 1996), Marilies Flemming, Karl Habsburg-Lothringen, Hubert Pirker, Ursula Stenzel (wszyscy od 11 listopada 1996) | 7      |
| Belgia          | CVP     | Raphaël Chanterie, Wilfried Martens, Marianne Thyssen, Leo Tindemans | 4      |
| Belgia          | PCS     | Gérard Deprez, Fernand Herman | 2      |
| Belgia          | CSP     | Mathieu Grosch | 1      |
| Dania           | C       | Frode Kristoffersen, Christian Rovsing Poul Schlüter | 3      |
| Finlandia       | Kok.    | Raimo Ilaskivi, Marjo Matikainen-Kallström, Jyrki Otila, (wszyscy od 11 listopada 1996), Ritva Laurila (od 1 stycznia 1995 do 10 listopada 1996 i od 13 kwietnia 1999) | 4      |
| Francja         | UDF-RPR | Jean-Pierre Bébéar, Pierre Bernard-Reymond, Jean-Louis Bourlanges, Francis Decourrière, Nicole Fontaine, André Fourçans (od 22 kwietnia 1996), Françoise Grossetête, Bernard Lehideux (od 3 października 1997), André Soulier, Yves Verwaerde | 10     |
| Francja         | MPF     | Marie-France de Rose, Thierry Jean-Pierre | 2      |
| Grecja          | ND      | Jeorjos Anastasopulos, Stelios Arjiros, Eftimios Christodulu, Jorgos Dimitrakopulos, Konstandinos Chadzidakis, Panajotis Lambrias, Nana Muschuri, Pawlos Sarlis, Andonios Trakatelis | 9      |
| Hiszpania       | PP      | Julio Añoveros Trias de Bes, Javier Areitio Toledo, Felipe Camisón Asensio (od 10 grudnia 1996), Miguel Arias Cañete, Francisca Bennàssar Tous, Luis Campoy Zueco, Laura Elena de Esteban Martín, José Antonio Escudero, María Teresa Estevan Bolea, Juan Manuel Fabra Vallés, Gerardo Fernández Albor, Fernando Fernández Martín, Carmen Fraga, Gerardo Galeote Quecedo, José Manuel García-Margallo, Salvador Garriga Polledo, José María Gil-Robles, Jorge Salvador Hernández Mollar (od 2 października 1995), Íñigo Méndez de Vigo, Ana de Palacio, José Javier Pomés Ruiz (od 10 maja 1996), Encarnación Redondo Jiménez, Carlos Robles Piquer, José Salafranca Sánchez-Neyra, Joaquín Sisó Cruellas, Jaime Valdivielso de Cué, José Valverde López, Daniel Varela | 28     |
| Hiszpania       | CiU-CDC | Concepció Ferrer | 1      |
| Holandia        | CDA     | Pam Cornelissen, Hanja Maij-Weggen, Ria Oomen-Ruijten, Arie Oostlander, Karla Peijs, Peter Pex, Bartho Pronk, Jim Janssen van Raaij, Jan Sonneveld, Wim G. van Velzen | 10     |
| Irlandia        | FG      | Mary Banotti, John Cushnahan, Alan Gillis, Joe McCartin | 4      |
| Luksemburg      | CSV     | Astrid Lulling, Viviane Reding | 2      |
| Niemcy          | CDU     | Otto Bardong, Rolf Berend, Reimer Böge, Elmar Brok, Karl-Heinz Florenz, Honor Funk, Michael Gahler (od 23 kwietnia 1999), Anne-Karin Glase, Lutz Goepel, Alfred Gomolka, Renate Heinisch, Karsten Friedrich Hoppenstedt, Georg Jarzembowski, Hedwig Keppelhoff-Wiechert, Christa Klaß, Dieter-Lebrecht Koch, Christoph Werner Konrad, Peter Kittelmann, Werner Langen, Brigitte Langenhagen, Klaus-Heiner Lehne, Marlene Lenz, Peter Liese, Kurt Malangré, Thomas Mann, Winfried Menrad, Peter Mombaur, Hartmut Nassauer, Doris Pack, Hans-Gert Pöttering, Godelieve Quisthoudt-Rowohl, Günter Rinsche, Horst Schnellhardt, Jürgen Schröder, Konrad Schwaiger, Diemut Theato, Stanislaw Tillich, Rainer Wieland (od 10 października 1997), Karl von Wogau               | 39     |
| Niemcy          | CSU     | Markus Ferber, Ingo Friedrich, Maren Günther, Otto von Habsburg, Xaver Mayer, Bernd Posselt, Edgar Schiedermeier, Ursula Schleicher | 8      |
| Portugalia      | PSD     | Arlindo Cunha, Carlos Coelho (od 15 września 1998), Carlos Costa Neves, Carlos Pimenta, Eurico de Melo, Helena Vaz da Silva, José Mendes Bota (od 8 czerwca 1998), Manuel Porto, Nélio Mendonça | 9      |
| Szwecja         | M       | Charlotte Cederschiöld, Per Stenmarck, Ivar Virgin (wszyscy od 1 stycznia 1995), Gunilla Carlsson, Staffan Burenstam Linder (oboje od 9 października 1995) | 5      |
| Wielka Brytania | CP      | Bryan Cassidy, Giles Chichester, John Corrie, Brendan Donnelly, James Elles, Caroline Jackson, Edward Kellett-Bowman, Graham Mather, Anne McIntosh, Edward McMillan-Scott, Roy Perry, Henry Plumb, James Provan, Tom Spencer, John Stevens, Jack Stewart-Clark, Robert Sturdy | 17     |
| Włochy          | FI      | Aldo Arroni, Claudio Azzolini, Monica Stefania Baldi, Valerio Baldini, Giampiero Boniperti, Pier Ferdinando Casini, Ombretta Colli, Alessandro Danesin, Pietro Antonio Di Prima, Luigi Andrea Florio, Alessandro Fontana, Riccardo Garosci, Giacomo Leopardi, Giancarlo Ligabue, Franco Malerba, Roberto Mezzaroma, Eolo Parodi, Guido Podestà, Giacomo Santini, Umberto Scapagnini, Antonio Tajani, Luisa Todini, Guido Viceconte | 23     |
| Włochy          | PPI     | Gerardo Bianco, Giovanni Burtone, Carlo Casini, Pierluigi Castagnetti, Maria Paola Colombo Svevo, Antonio Graziani, Giuseppe Mottola (od 11 listopada 1998), Carlo Secchi | 8      |
| Włochy          | PS      | Livio Filippi, Danilo Poggiolini, Vincenzo Viola (od 18 września 1995) | 3      |
| Włochy          | PDSI    | Enrico Ferri | 1      |
| Włochy          | SVP     | Michl Ebner | 1      |
| Razem           | Razem   | Razem | 201    |

### ELDR
| Państwo         | Lista   | Posłowie | Liczba |
| --------------- | ------- | --- | ------ |
| Austria         | FL      | Friedhelm Frischenschlager (od 11 listopada 1996)                                                                                          | 1      |
| Belgia          | VLD     | Willy De Clercq, Mimi Kestelijn-Sierens, Annemie Neyts-Uyttebroeck                                                                         | 3      |
| Belgia          | PRL-FDF | Anne André-Léonard, Philippe Monfils (od 25 października 1995), Antoinette Spaak                                                           | 3      |
| Dania           | V       | Bertel Haarder, Eva Kjer Hansen, Niels Anker Kofoed, Karin Riis-Jørgensen                                                                  | 4      |
| Dania           | B       | Lone Dybkjær | 1      |
| Finlandia       | Kesk.   | Mirja Ryynänen, Paavo Väyrynen (oboje od 1 stycznia 1995), Kyösti Virrankoski (od 11 listopada 1996), Samuli Pohjamo (od 13 kwietnia 1999) | 4      |
| Finlandia       | SFP     | Astrid Thors (od 11 listopada 1996) | 1      |
| Francja         | UDF-RPR | Jean-Thomas Nordmann (od 19 maja 1995) | 1      |
| Hiszpania       | CiU-CDC | Carles-Alfred Gasòliba, Joan Vallvé | 2      |
| Holandia        | VVD     | Robert Jan Goedbloed (od 1 września 1998), Elly Plooij-van Gorsel, Jessica Larive, Jan Mulder, Jan-Kees Wiebenga, Florus Wijsenbeek        | 6      |
| Holandia        | D66     | Jan-Willem Bertens, Johanna Boogerd-Quaak, Doeke Eisma                                                                                     | 3      |
| Irlandia        | Niez.   | Pat Cox | 1      |
| Luksemburg      | DP      | Charles Goerens (od 25 października 1994)                                                                                                  | 1      |
| Szwecja         | C       | Karl Erik Olsson (od 1 stycznia 1995), Hans Lindqvist (od 9 października 1995)                                                             | 2      |
| Szwecja         | FP      | Hadar Cars (od 1 stycznia 1995) | 1      |
| Wielka Brytania | LD      | Robin Teverson, Graham Watson | 2      |
| Wielka Brytania | CP      | James Moorhouse | 1      |
| Włochy          | FI      | Luigi Caligaris, Stefano De Luca | 2      |
| Włochy          | LN      | Raimondo Fassa | 1      |
| Włochy          | PRI     | Giorgio La Malfa | 1      |
| Razem           | Razem   | Razem | 41     |

### EUL/NGL
| Państwo         | Lista | Posłowie | Liczba |
| --------------- | ----- | --- | ------ |
| Finlandia       | Vas.  | Inna Ilivitzky (od 13 kwietnia 1999), Esko Seppänen (od 11 listopada 1996) | 2      |
| Francja         | PCF   | Sylviane Ainardi, Mireille Domenech-Diana, Philippe Herzog, Gisèle Moreau, Aline Pailler, Jean Querbes (od 1 maja 1997), Francis Wurtz                                                              | 7      |
| Grecja          | KKE   | Wasilis Efremidis, Joanis Teonas | 2      |
| Grecja          | SYN   | Alekos Alawanos, Michalis Papajanakis | 2      |
| Hiszpania       | IU    | Carlos Carnero, Laura González Álvarez, Antoni Gutiérrez, Abdelkader Mohamed Ali (od 28 marca 1996), Salvador Jové Peres, Pedro Marset Campos, Alonso Puerta, Ángela Sierra, María Sornosa Martínez | 9      |
| Portugalia      | CDU   | Honório Novo (od 28 września 1994), Joaquim Miranda, Sérgio Ribeiro | 3      |
| Szwecja         | V     | Marianne Eriksson, Jonas Sjöstedt, Jörn Svensson (wszyscy od 9 października 1995) | 3      |
| Wielka Brytania | LP    | Ken Coates | 1      |
| Włochy          | RC    | Fausto Bertinotti, Luciana Castellina, Lucio Manisco, Luigi Vinci | 4      |
| Włochy          | Verdi | Carlo Ripa di Meana | 1      |
| Razem           | Razem | Razem | 34     |

### UFE
| Państwo    | Lista   | Posłowie | Liczba |
| ---------- | ------- | --- | ------ |
| Francja    | UDF-RPR | Blaise Aldo, Jean Baggioni, Jean-Pierre Bazin, Christian Cabrol, Hélène Carrère d’Encausse, Gérard d’Aboville, Jacques Donnay, Jean-Antoine Giansily (od 19 maja 1995), Armelle Guinebertière, Marie-Thérèse Hermange, Roger Karoutchi (od 3 października 1997), Pierre Lataillade (od 2 września 1997). Jean-Claude Pasty, Alain Pompidou, Anne-Marie Schaffner | 15     |
| Francja    | MPF     | Philippe Armand Martin, Anne-Christine Poisson | 2      |
| Grecja     | PA      | Katerina Daskalaki, Nikitas Kaklamanis | 2      |
| Holandia   | PvdA    | Leonie van Bladel | 1      |
| Irlandia   | FF      | Niall Andrews, Gerry Collins, Brian Crowley, Jim Fitzsimons, Pat Gallagher, Liam Hyland, Mark Killilea | 7      |
| Portugalia | CDS/PP  | Celeste Cardona (od 18 stycznia 1997), José Girão Pereira, Raúl Miguel Rosado Fernandes | 3      |
| Włochy     | FI      | Ernesto Caccavale, Alfonso Luigi Marra | 2      |
| Włochy     | LN      | Marilena Marin | 1      |
| Razem      | Razem   | Razem | 31     |

### G
| Państwo         | Lista   | Posłowie | Liczba |
| --------------- | ------- | --- | ------ |
| Austria         | Zieloni | Johannes Voggenhuber (od 1 stycznia 1995) | 1      |
| Belgia          | Agalev  | Magda Aelvoet | 1      |
| Belgia          | Ecolo   | Paul Lannoye | 1      |
| Finlandia       | Vihr.   | Heidi Hautala (od 1 stycznia 1995) | 1      |
| Holandia        | GL      | Joost Lagendijk (od 1 września 1998) | 1      |
| Irlandia        | GP      | Nuala Ahern, Patricia McKenna | 2      |
| Niemcy          | Grünen  | Undine von Blottnitz, Hiltrud Breyer, Ozan Ceyhun (od 23 listopada 1998), Daniel Cohn-Bendit, Friedrich-Wilhelm Graefe zu Baringdorf, Wolfgang Kreissl-Dörfler, Edith Müller, Elisabeth Schroedter, Irene Soltwedel-Schäfer, Wilfried Telkämper, Wolfgang Ullmann, Frieder Otto Wolf | 12     |
| Szwecja         | MP      | Per Gahrton (od 1 stycznia 1995), Ulf Holm, MaLou Lindholm, Inger Schörling (wszyscy od 9 października 1995) | 4      |
| Wielka Brytania | LP      | Hugh Kerr | 1      |
| Włochy          | Verdi   | Adelaide Aglietta, Gianni Tamino (od 11 lipca 1995) | 2      |
| Włochy          | La Rete | Leoluca Orlando | 1      |
| Razem           | Razem   | Razem | 27     |

### ERA
| Państwo         | Lista     | Posłowie | Liczba |
| --------------- | --------- | --- | ------ |
| Belgia          | VU        | Nelly Maes (od 16 października 1998) | 1      |
| Francja         | PRG       | Michel Dary, Bernard Castagnède, Henri de Lassus Saint-Geniès (od 13 sierpnia 1997), Jean-François Hory, Catherine Lalumière, Odile Leperre-Verrier, Christine Mustin-Mayer, Pierre Pradier, André Sainjon, Dominique Saint-Pierre, Michel Scarbonchi (od 5 lutego 1997), Christiane Taubira | 12     |
| Hiszpania       | CN        | José Domingo Posada (od 21 stycznia 1999), Manuel Escolá (od 8 października 1998) | 2      |
| Hiszpania       | PSOE      | Antonio González Triviño | 1      |
| Luksemburg      | déi gréng | Jup Weber | 1      |
| Wielka Brytania | SNP       | Ian Hudghton (od 30 listopada 1998), Winnie Ewing | 2      |
| Włochy          | LP        | Gianfranco Dell’Alba, Olivier Dupuis (od 30 marca 1996) | 2      |
| Razem           | Razem     | Razem | 21     |

### I-EN
| Państwo         | Lista   | Posłowie | Liczba |
| --------------- | ------- | --- | ------ |
| Dania           | JB      | Jens-Peter Bonde, Ulla Sandbæk | 2      |
| Dania           | N       | Lis Jensen, Ole Krarup | 2      |
| Francja         | MPF     | Georges Berthu, Stéphane Buffetaut (od 20 lipca 1997), Édouard des Places, Hervé Fabre-Aubrespy, Françoise Seillier, Dominique Souchet, Frédéric Striby | 7      |
| Francja         | UDF-RPR | Raymond Chesa | 1      |
| Holandia        | RPF     | Rijk van Dam (od 2 września 1997) | 1      |
| Holandia        | GPV     | Hans Blokland | 1      |
| Wielka Brytania | UUP     | Jim Nicholson | 1      |
| Razem           | Razem   | Razem | 15     |

### NI
| Państwo         | Lista | Posłowie | Liczba |
| --------------- | ----- | --- | ------ |
| Austria         | FPÖ   | Franz Linser (od 26 kwietnia 1996), Gerhard Hager, Hans Kronberger, Klaus Lukas, Daniela Raschhofer, Peter Sichrovsky (wszyscy od 11 listopada 1996)                                                              | 6      |
| Belgia          | VB    | Karel Dillen, Frank Vanhecke | 2      |
| Belgia          | FN    | Daniel Féret | 1      |
| Francja         | FN    | Bernard Antony, Yvan Blot, Bruno Gollnisch, Carl Lang, Jean-Marie Le Chevallier, Jean-Yves Le Gallou, Jean-Marie Le Pen, Fernand Le Rachinel, Jean-Claude Martinez, Bruno Mégret, Marie-France Stirbois           | 11     |
| Francja         | MPF   | Charles de Gaulle, Éric Pinel (od 17 czerwca 1997) | 2      |
| Wielka Brytania | DUP   | Ian Paisley | 1      |
| Włochy          | AN    | Amedeo Amadeo, Roberta Angelilli, Marco Cellai, Gianfranco Fini, Cristiana Muscardini, Nello Musumeci, Gastone Parigi, Pino Rauti, Luciano Schifone (od 6 maja 1998), Salvatore Tatarella, Antonio Michele Trizza | 11     |
| Włochy          | LN    | Umberto Bossi, Gipo Farassino, Marco Formentini, Luigi Moretti | 4      |
| Razem           | Razem | Razem | 38     |

## Byli deputowani IV kadencji
Belgia
| - Raymonde Dury (PS), do 30 kwietnia 1998 - Jean Gol (PRL-FDF), do 18 września 1995, zgon | - Jaak Vandemeulebroucke (VU), do 14 października 1998 |

Dania
- Lilli Gyldenkilde (F), do 14 stycznia 1996

Finlandia
| - Sirkka-Liisa Anttila (Kesk.), od 11 listopada 1996 do 30 marca 1999 - Outi Ojala (Vas.), od 11 listopada 1996 do 28 marca 1999 | - Kirsi Piha (Kok.), od 11 listopada 1996 do 30 marca 1999 |

Francja
| - Dominique Baudis (UDF-RPR), do 2 października 1997 - Georges de Brémond d’Ars (UDF-RPR), do 30 czerwca 1999 - Frédérique Bredin (PS), do 19 lipca 1996 - Philippe de Villiers (MPF), do 15 czerwca 1997 - Yves Galland (UDF-RPR), do 18 maja 1995 - James Goldsmith (MpF), do 19 lipca 1997, zgon - Élisabeth Guigou (PS), do 5 czerwca 1997 - Robert Hersant (UDF-RPR), do 21 kwietnia 1996, zgon - Christian Jacob (UDF-RPR), do 31 sierpnia 1997 - Bernard Kouchner (PS), do 5 czerwca 1997 | - Jack Lang (PS), do 31 lipca 1997 - Noël Mamère (PRG), do 11 sierpnia 1997 - Pierre Moscovici (PS), do 5 czerwca 1997 - Nicole Péry (PS), do 15 lipca 1997 - René Piquet (PCF), do 30 kwietnia 1997 - Jean-Pierre Raffarin (UDF-RPR), do 18 maja 1995 - Bernard Stasi (UDF-RPR), do 24 kwietnia 1998 - Bernard Tapie (PRG), do 4 lutego 1997 - Catherine Trautmann (PS), do 5 czerwca 1997 - Henri Weber (PS), od 2 sierpnia 1997 do 17 września 1997 |

Grecja
| - Janos Kranidiotis (PASOK), od 24 stycznia 1995 do 3 lutego 1997 | - Christos Paputsis (PASOK), do 23 stycznia 1995 |

Hiszpania
| - María Jesús Aramburu (IU), do 26 marca 1996 - Jesús Cabezón (PSOE), do 20 czerwca 1999 - Carmen Díez de Rivera (PSOE), do 31 stycznia 1999 - Josu Jon Imaz (CN), do 5 stycznia 1999 - Abel Matutes (PP), do 6 maja 1996 | - Mercedes de la Merced (PP), do 6 grudnia 1995 - Fernando Morán López (PSOE), do 30 marca 1999 - Alfonso Novo (CN), od 18 września 1996 do 7 października 1998 - Isidoro Sánchez (CN), do 17 września 1996 - Celia Villalobos (PP), do 30 września 1995 |

Holandia
| - Laurens Jan Brinkhorst (D66), do 14 czerwca 1999 - Nel van Dijk (GL), do 31 sierpnia 1998 | - Gijs de Vries (VVD), do 2 sierpnia 1998 - Leen van der Waal (SGP), do 1 września 1997 |

Luksemburg
- Lydie Polfer (DP), do 16 października 1994

Niemcy
| - Siegbert Alber (CDU), do 6 października 1997 - Marlies Mosiek-Urbahn (CDU), do 22 kwietnia 1999 | - Heinke Salisch (SPD), do 1 lutego 1996 - Claudia Roth (Zieloni), do 18 listopada 1998 |

Portugalia
| - Luís Sá (CDU), do 26 września 1994 - João Soares (PS), do 15 października 1995 - Manuel Monteiro (CDS/PP), do 19 października 1995 - António Vitorino (PS), do 28 października 1995 | - Rui Vieira (CDS/PP), od 31 października 1995 do 17 stycznia 1997 - Francisco Lucas Pires (PSD), do 22 maja 1998, zgon - António Capucho (PSD), do 14 września 1998 - José Apolinário (PS), do 2 października 1998 |

Szwecja
| - Birgitta Ahlqvist (SAP), od 1 stycznia 1995 do 4 października 1998 | - Tommy Waidelich (SAP), od 1 stycznia 1995 do 4 października 1998 |

Wielka Brytania
| - Kenneth Stewart (LP), do 2 września 1996, zgon - Norman West (LP), do 31 marca 1998 | - Allan Macartney (SNP), do 25 sierpnia 1998, zgon |

Włochy
| - Spalato Bellerè (AN), do 21 kwietnia 1998, zgon - Marco Pannella (LP), do 28 marcz 1996 - Enrico Montesano (PDS), do 10 listopada 1996 - Achille Occhetto (PDS), do 11 października 1996 | - Giampaolo D’Andrea (PPI), do 26 października 1998 - Mariotto Segni (PS), do 15 września 1996 - Alexander Langer (Verdi), do 3 lipca 1995, zgon |

Austriaccy delegaci (od 1 stycznia 1995 do 10 listopada 1996)
| - Irene Crepaz (SPÖ) - Erich Farthofer (SPÖ) - Gerfrid Gaigg (ÖVP), do 24 stycznia 1996 - Martina Gredler (FL) - Elisabeth Hlavac (SPÖ) - Wolfgang Jung (FPÖ), od 26 kwietnia 1996 - Albrecht Konecny (SPÖ), od 11 lipca 1995 - Friedrich König (ÖVP), do 2 października 1996 - Milan Linzer (ÖVP) | - Klaus Lukas (FPÖ), od 17 stycznia 1996 - Erhard Meier (SPÖ) - Wolfgang Nußbaumer (FPÖ) - Walter Posch (SPÖ), do 30 czerwca 1995 - Mathias Reichhold (FPÖ), do 14 stycznia 1996 - Susanne Riess (FPÖ), do 25 kwietnia 1996 - Erich Schreiner (FPÖ) - Karl Schweitzer (FPÖ), do 25 kwietnia 1996 - Michael Spindelegger (ÖVP), do 25 października 1996 |

Fińscy delegaci (od 1 stycznia 1995 do 10 listopada 1996)
| - Ulpu Iivari (SDP) - Timo Järvilahti (Kesk.) - Riitta Jouppila (Kok.) - Saara-Maria Paakkinen (SDP) - Seppo Pelttari (Kesk.) - Elisabeth Rehn (SFP) | - Olli Rehn (Kesk.) - Mikko Rönnholm (SDP) - Pirjo Rusanen (Kok.) - Marjatta Stenius-Kaukonen (Vas.) - Kyösti Toivonen (Kok.) |

Szwedzcy delegaci (od 1 stycznia 1995 do 8 października 1995)
| - Axel Andersson (SAP) - Karin Falkmer (M) - Reynoldh Furustrand (SAP) - Holger Gustafsson (KD) - Bengt Hurtig (V) | - Inga-Britt Johansson (SAP) - Kristina Persson (SAP) - Bengt-Ola Ryttar (SAP) - Karin Starrin (C) - Margaretha af Ugglas (M) |

## Rozkład mandatów według państw i grup (na koniec kadencji)
| Grupa poselska Państwo członkowskie | PES | EPP | ELDR | EUL | UFE | G  | ERA | I-EN | NI | Razem    |
| Austria                             | 6   | 7   | 1    |     |     | 1  |     |      | 6  | 21       |
| Belgia                              | 6   | 7   | 6    |     |     | 2  | 1   |      | 3  | 25       |
| Dania                               | 4   | 3   | 5    |     |     |    |     | 4    |    | 16       |
| Finlandia                           | 4   | 4   | 5    | 2   |     | 1  |     |      |    | 16       |
| Francja                             | 16  | 12  | 1    | 7   | 17  |    | 12  | 8    | 13 | 87(86)   |
| Grecja                              | 10  | 9   |      | 4   | 2   |    |     |      |    | 25       |
| Hiszpania                           | 20  | 29  | 2    | 9   |     |    | 3   |      |    | 64(63)   |
| Holandia                            | 7   | 10  | 9    |     | 1   | 1  |     | 2    |    | 31(30)   |
| Irlandia                            | 1   | 4   | 1    |     | 7   | 2  |     |      |    | 15       |
| Luksemburg                          | 2   | 2   | 1    |     |     |    | 1   |      |    | 6        |
| Niemcy                              | 40  | 47  |      |     |     | 12 |     |      |    | 99       |
| Portugalia                          | 10  | 9   |      | 3   | 3   |    |     |      |    | 25       |
| Szwecja                             | 7   | 5   | 3    | 3   |     | 4  |     |      |    | 22       |
| Wielka Brytania                     | 61  | 17  | 3    | 1   |     | 1  | 2   | 1    | 1  | 87       |
| Włochy                              | 19  | 36  | 4    | 5   | 3   | 3  |     | 2    | 15 | 87       |
| Unia Europejska                     | 213 | 201 | 41   | 34  | 33  | 27 | 21  | 15   | 38 | 626(623) |